# Dead Man's Path
Dead Man's Path är det amerikanska death metal-bandet Malevolent Creations tolfte studioalbum, utgivet i oktober 2015 av Century Media Records.

## Låtförteckning
1. "Dead Man's Path" – 4:51
2. "Soul Razer" – 4:01
3. "Imperium (Kill Force Rising)" – 6:09
4. "Corporate Weaponry" – 3:55
5. "Blood of the Fallen" – 4:52
6. "Resistance Is Victory" – 3:47
7. "12th Prophecy" – 4:14
8. "Extinction Personified" – 4:10
9. "Fragmental Sanity" – 4:08
10. "Face Your Fear" – 4:24

- Text: Brett Hoffmann
- Musik: Phil Fasciana (spår 1–5, 7–10), Justin DiPinto (spår 1–3, 6), Gio Geraca (spår 1–3, 6)

## Medverkande
Musiker (Malevolent Creation-medlemmar)
- Phil Fasciana – gitarr
- Brett Hoffmann – sång
- Gio Geraca – gitarr
- Jay Blachowicz – basgitarr
- Justin DiPinto – trummor

Produktion
- Dan Swanö – producent, ljudmix
- Julian Hollowell – ljudtekniker (gitarr, basgitarr)
- Eliot Geller – ljudtekniker (trummor)
- Jim Nickles – ljudtekniker (sång)
- German Latorres – omslagskonst